# Saro Zagari

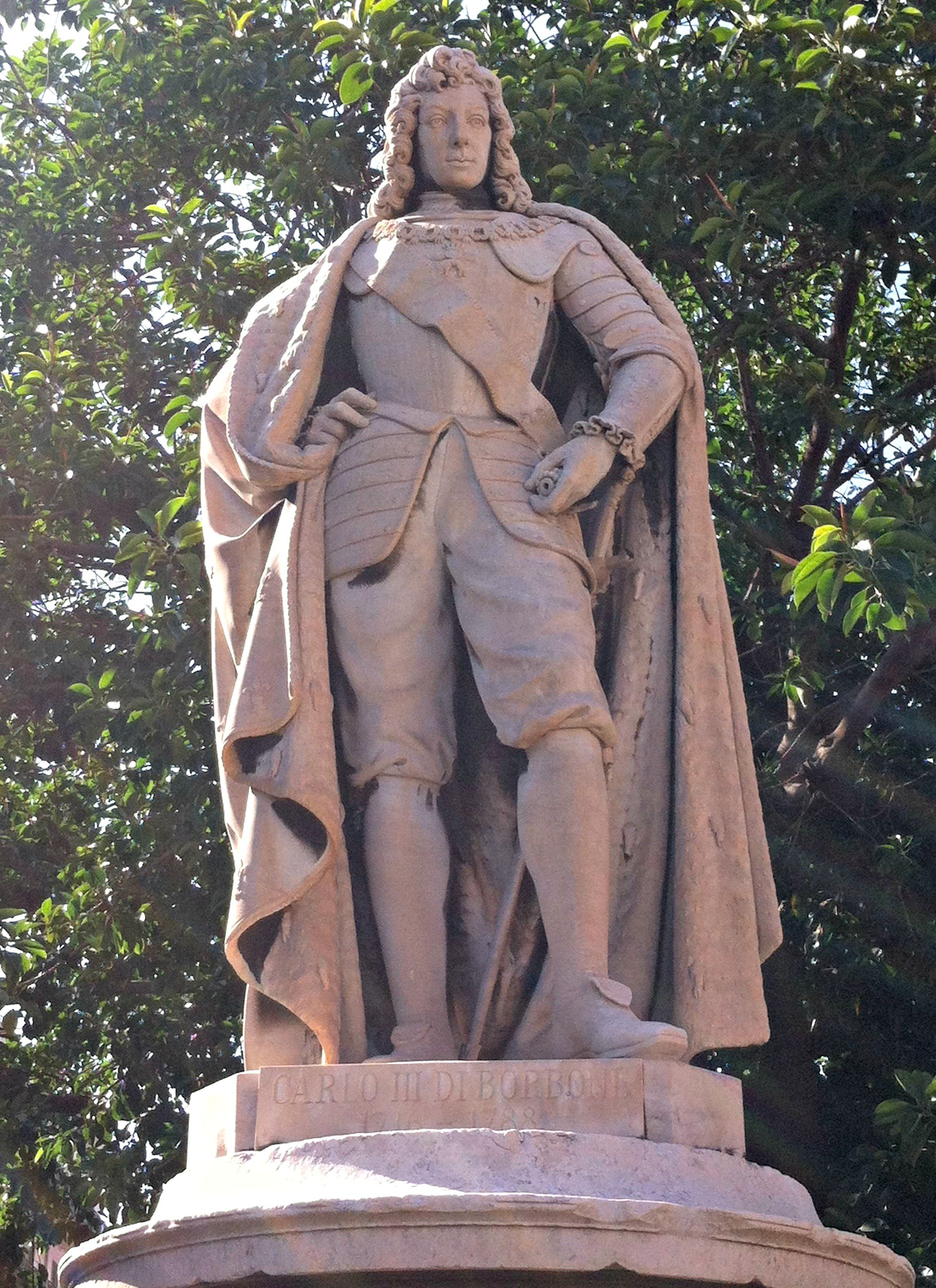
S.Zagari
Monumento a Carlo III di Borbone a Messina, (1859)

Rosario Zagari (Messina, 21 maggio 1821 – Messina, 2 maggio 1897) è stato uno scultore italiano.

## Biografia
Nato da Domenico e Antonina Formica, fu allievo di Pietro Tenerani. Dopo aver studiato a Roma tornò a Messina e fu molto attivo nel Meridione d'Italia, soprattutto tra Napoli e la Sicilia ma si ricordano anche dei bassorilievi realizzati a Londra nel castello di William King-Noel, conte di Lovelace.

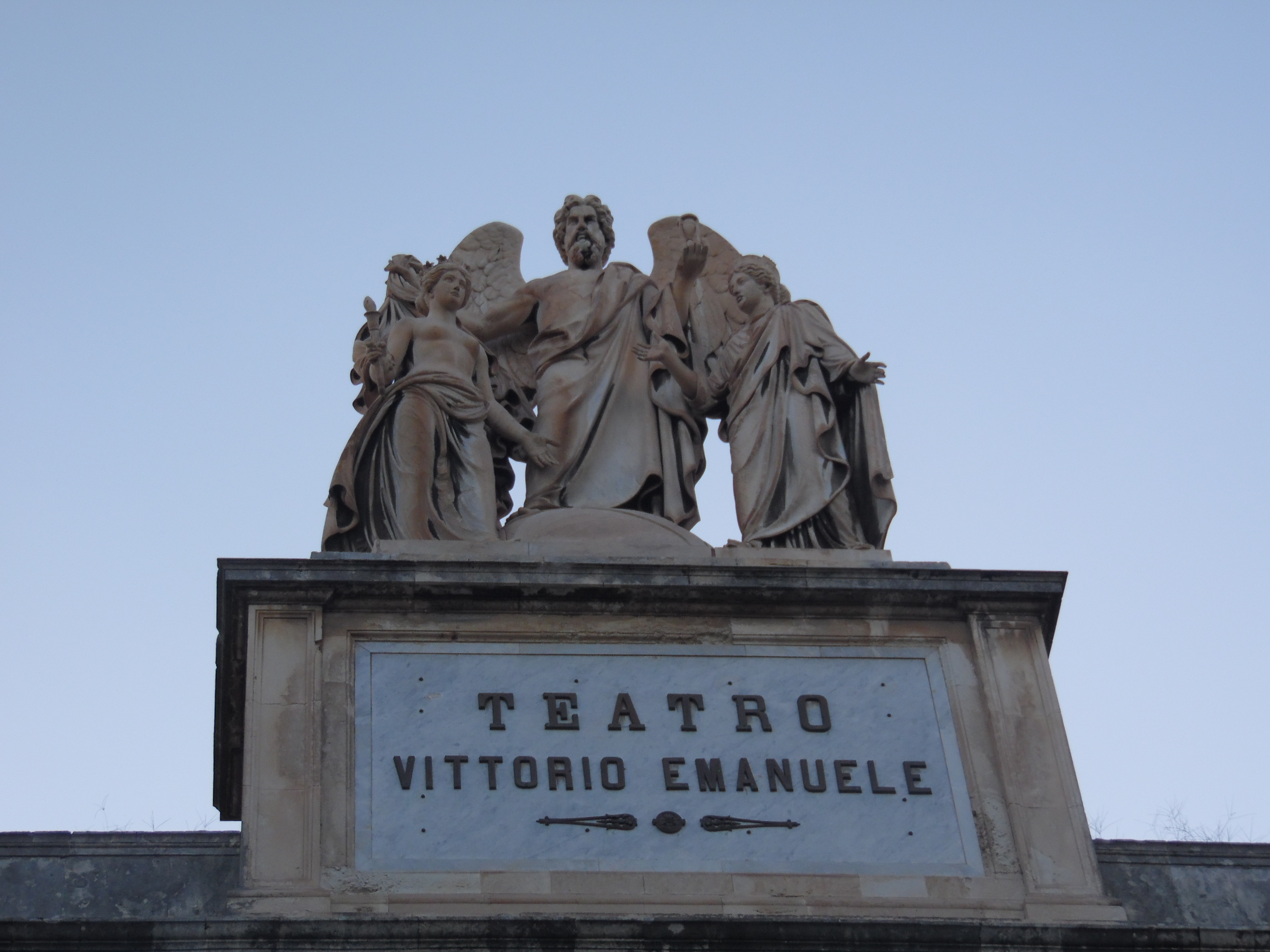
Gruppo scultoreo del frontone del Teatro Vittorio Emanuele II- attuale Teatro civico - di Messina

A Messina, tra le opere salvate dal terremoto del 1908, si ricordano quella raffigurante Carlo III di Borbone, alcuni manufatti del Teatro Vittorio Emanuele II e i monumenti funerari a Silvestro La Farina e al patriota Giovanni Pisani, siti al Gran Camposanto di Messina.
Morì nel 1897, accudito, ormai malato, dall'unica figlia Adelina. Il suo monumento funebre è opera di Gregorio Zappalà.
Scolpì prevalentemente statue raffiguranti famosi e facoltosi personaggi dell'epoca soprattutto per camposanti e grandi palazzi.